# Playa de La Ribera del Molín
La playa de La Ribera del Molín está en el concejo de Cudillero, en el occidente del Principado de Asturias (España) y pertenece al pueblo de Castañera. Está situada en la Costa Occidental de Asturias y presenta protección por ser Paisaje protegido, ZEPA y LIC.

## Descripción
Tiene forma de concha. Su lecho está formado por escasas arenas de grano grueso y color oscuro.
Para localizar la playa hay que hacerlo previamente con los pueblos de Castañeras y Santa Marina. El acceso es el mismo que para las playas de Calabón y El Castro pero en vez de quedarse en éstas, hay que avanzar unos cien metros más hasta una cuesta muy empinada llena de vegetación. En esta playa desemboca el «arroyo del Cándano». La playa no tiene ningún servicio y la única actividad posible es la pesca submarina. Se recomienda llevar calzado fuerte y robusto, sobre todo de suela.